# Tempus (Forgotten Realms)
Tempus è una divinità immaginaria appartenente all'ambientazione Forgotten Realms per il gioco di ruolo fantasy Dungeons & Dragons. È una divinità maggiore del pantheon faerûniano.
Il suo simbolo è costituito da una spada d'argento fiammeggiante su uno scudo rosso sangue.
La sua arma preferita è "Valore in Battaglia", un'ascia da battaglia.
In D&D Terza Edizione i suoi domini sono: Caos, Forza, Guerra, Protezione.
Tempus è il dio della guerra, ma si oppone agli spargimenti di sangue incontrollati.
Tempus ha aiutato il Cavaliere Rosso e Uthgar a raggiungere il rango divino, e ora entrambi lo servono. Sune, dea della bellezza e dell'amore, lo disprezza, ma Tempus la ritiene una creatura irrilevante. Il suo unico nemico è Garagos.